# Crosby, Stills & Nash (album)
Albums de Crosby, Stills & Nash
/ Déjà Vu
(1970)
Crosby, Stills & Nash est le premier album studio du groupe éponyme. Il est sorti en 1969 chez Atlantic Records. Deux chansons ont atteint le Top 40 du Billboard Hot 100 des singles, Marrakesh Express et Suite: Judy Blue Eyes, avec respectivement la 28e et la 21e place.
L'album a lui atteint la sixième place du Billboard.

## Historique
L'album a eu un succès immédiat et apporta la célébrité aux membres du trio.Comme l'album des Byrds, Sweetheart of the Rodeo, et celui de The Band, Music From Big Pink, il marque un nouveau courant dans la pop de la fin des années 1960, différent du rock "à guitare" issu du blues, omniprésent à l'époque.
Ce courant folk rock sera suivi par de nombreuses formations qui, à l'instar de Grateful Dead à partir de l'album Workingman's Dead prirent un virage plus calme après les années psychédéliques et expérimentales.
Au-delà des très belles harmonies vocales, qui seront leur marque de fabrique tout au long de leur carrière, l'album présente les différentes couleurs du trio. Celle de Crosby avec des chansons plus sociales et des ambiances atmosphériques, celle de Stills avec plus de virtuosité et une façon de mélanger folk et country dans des structures Rock et celle de Nash avec des mélodies plus faites pour les radios et les hits parades.
L'album est remarquable par les harmonies des voix de Crosby et Nash, en particulier sur Guinnevere, titre repris par Miles Davis sur les albums The Complete Bitches Brew Sessions et Circle in the Round en 1970 (versions jazz fusion de 18 minutes).
Avec les titres Suite: Judy Blue Eyes (écrit par Stills pour Judy Collins) et Marrakesh Express (de Nash), l'album devint multi platine. À noter aussi Wooden ships coécrit par Stills, Crosby et Paul Kantner du Jefferson Airplane et Long time gone de Crosby, écrite en réponse à l'assassinat de Robert F. Kennedy.
Cet album a eu une grande influence sur la musique populaire américaine des années 1970. Le succès, combiné au fait que les auteurs se confient de façon personnelle dans leur chanson, définira un courant, dit rock "californien" auquel on peut rattacher Manassas, Poco, Eagles, Jackson Browne et Fleetwood Mac après 1974.

## Pochette
Sur la pochette, les membres sont, de gauche à droite, Nash, Stills et Crosby, au contraire du nom du groupe. La photo a été prise par leur ami et photographe Henry Diltz avant que ne soit trouvé un nom pour le groupe. Ils ont vus une maison abandonnée avec un vieux canapé à l'extérieur, située au 815 Palm Avenue, West Hollywood, en face du lave-auto de Santa Palm et pensèrent qu'elle conviendrait parfaitement à leur image. C'est peu après qu'ils décidèrent de se nommer "Crosby, Stills & Nash". Pour éviter toute confusion, ils retournèrent à la maison quelques jours plus tard pour refaire la photographie avec les musiciens assis dans le bon ordre (Crosby, Stills & Nash), mais lorsqu'ils arrivèrent sur place, elle avait entre-temps été démolie.
Dallas Taylor, qui joue de la batterie sur le disque, peut être aperçu au recto de la pochette. Il se tient debout derrière la porte vitrée. Le vinyle original a été publié dans une double pochette qui contenait une photographie des membres du groupe dans de grandes parkas de fourrure avec un coucher de soleil en arrière-plan. Le cliché fut pris à Big Bear, Californie. Un long dépliant à l'intérieur affichait les crédits de l'album, les paroles, la liste des titres, ainsi qu'un dessin aux couleurs psychédélique.

## Réception
Ce premier album eut un succès immédiat avec 4 millions d'exemplaires vendus à ce jour.
Le magazine Rolling Stone place l'album en 262e position de son classement des 500 plus grands albums de tous les temps. Il est également cité dans l'ouvrage de référence de Robert Dimery Les 1001 albums qu'il faut avoir écoutés dans sa vie et dans plusieurs autres listes.

## Distinctions
L'album permet au trio de remporter le Grammy Award du meilleur nouvel artiste en 1970.
En 1999, il reçoit le Grammy Hall of Fame Award.

## Titres
| 1. | Suite: Judy Blue Eyes | Stephen Stills | 7:22 |
| 2. | Marrakesh Express     | Graham Nash    | 2:36 |
| 3. | Guinnevere            | David Crosby   | 4:43 |
| 4. | You Don't Have to Cry | Stills         | 2:43 |
| 5. | Pre-Road Downs        | Nash           | 2:59 |

| 6.  | Wooden Ships           | Crosby / Stills / Paul Kantner | 5:22 |
| 7.  | Lady of the Island     | Nash                           | 2:36 |
| 8.  | Helplessly Hoping (en) | Stills                         | 2:37 |
| 9.  | Long Time Gone         | Crosby                         | 4:17 |
| 10. | 49 Bye-Byes            | Stills                         | 5:15 |

| 11. | Do for the Others                        | Stills    | Démo de Stills & Nash | 2:49 |
| 12. | Song with No Words (Tree with No Leaves) | Crosby    | Crosby & Nash         | 3:18 |
| 13. | Everybody's Talkin                       | Fred Neil | Crosby, Stills & Nash | 3:14 |
| 14. | Teach Your Children                      | Nash      | Démo de Crosby & Nash | 3:14 |

## Musiciens
- David Crosby: guitare acoustique et chant sur Guinnevere, guitare rythmique sur Wooden Ships et Long Time Gone, chant.
- Stephen Stills: guitares, basse, claviers, orgue Hammond, chant sauf sur Guinnevere et Lady of the Island.
- Graham Nash: guitare acoustique sur Lady Of The Island, guitare rythmique sur Marrakesh Express et Pre-Road Downs, chant sur Guinnevere.
- Dallas Taylor: batterie sur Pre-Road Downs, Wooden Ships, Long Time Gone, et 49 Bye-Byes.

Musiciens additionnels non-crédités
- Jim Gordon: batterie sur Marrakesh Express
- Cass Elliot: Chœurs sur "Pre-Road Downs"

### Production
- Crosby, Stills & Nash - production
- Bill Halverson - ingénieur du son
- Gary Burden : direction artistique, design
- David Geffen : direction
- Henry Diltz : photographie
- Ahmet Ertegün : "guide spirituel"

## Certifications
| Pays              | Certification | Unités certifiées |
| ----------------- | ------------- | ----------------- |
| Australie (ARIA)  | Platine       | 70 000            |
| États-Unis (RIAA) | 4 × Platine   | 4 000 000         |
| France (SNEP)     | Or            | 100 000           |
| Royaume-Uni (BPI) | Or            | 100 000           |